# Niaogho-Peulh
Ne doit pas être confondu avec Niaogho.
Niaogho-Peulh est une localité située dans le département de Niaogho de la province du Boulgou dans la région Centre-Est au Burkina Faso.

## Démographie
| 2003 | 2006 | 2012 |
| ---- | ---- | ---- |
| 305  | 272  | -    |

## Santé et éducation
Le centre de soins le plus proche de Niaogho-Peulh est le centre de santé et de promotion sociale (CSPS) de Niaogho tandis que le centre médical avec antenne chirurgicale (CMA) se trouve à Garango.
Le village ne possède pas d'école primaire, les élèves devant se rendre à Niaogho.